# Le Vieil-Dampierre
Le Vieil-Dampierre é uma comuna francesa na região administrativa do Grande Leste, no departamento de Marne. Estende-se por uma área de 13.78 km², e possui 111 habitantes, segundo o censo de 2018, com uma densidade de 8.1 hab/km².